# Prisma hexagonal metabiaumentado
En geometría, el prisma hexagonal metabiaumentado es uno de los sólidos de Johnson (J56).
Los 92 sólidos de Johnson fueron nombrados y descritos por Norman Johnson en 1966.